# Virág László
Virág László (1969) magyar szakíró, fordító és szerkesztő, a hazai tradicionális iskola képviselője, szerzője.

## Munkássága
A magyarországi tradicionális iskola legtermékenyebb szerzői közé tartozik. Írásaiban elsősorban magyar és egyetemes történelmi eseményekkel és személyekkel foglalkozik konzervatív, jobboldali megközelítésben. Esszéíróként Történelmi arcképcsarnok címmel rovatot vezetett a Pannon Frontban. Ugyanott egyedülálló, háromrészes tanulmánysorozatot írt a Ku-Klux-Klanról, továbbá tíz tanulmányt szentelt az evolucionizmus kritikájának is, melyek a Tradíció-évkönyvekben és az Északi Korona folyóiratban kerültek publikálásra.
Műfordítóként ő ültette át magyar nyelvre a keresztény középkor halottas könyvét, az Ars Moriendit, az egyik legjelentősebb hermetikus alkímiai szöveget, a Rosarium philosophorumot, valamint a nagy indiai misztikus filozófus, Abhinavagupta Bhagavad-gíta-kommentárját. Mint társfordító Baranyi Tibor Imrével közösen jegyzi René Guénon Megjegyzések a beavatásról című alapvető munkáját, Tóth Andrással pedig  Aleister Crowley-tól fordított egy kötetnyi szöveget. Mindezeken kívül számos rövidebb terjedelmű fordítása is megjelent a tradicionális iskola kiadványaiban olyan szerzőktől, mint pl. René Guénon, Julius Evola, Ananda K. Coomaraswamy, Epes Brown, Seyyed Hossein Nasr és Marco Pallis.
Frölich-Botond Zoltánnal együtt alapítója és főszerkesztője a Persica Kiadónak, szintén főszerkesztője volt az Axis Polaris folyóirat első hét számának, szerkesztette a Sacrum Imperiumot, szerkesztőbizottsági elnöke volt az Északi Koronának, valamint szerkesztőségvezetője és rovatvezetője volt a Pannon Frontnak. A 2014-ben útjára indított Hasta folyóiratban ugyancsak szerkesztőként működik.
2007 óta napjainkig előadó a budapesti Last Exit nevű szellemi műhelyben.

## Művei

### Online elérhető tanulmányai
- Alexandrosz és a birodalmiság
- Jegyzetek Szent László király mitikus alakjáról
- A Ku Klux Klan–ről – 1.
- A Ku Klux Klan-ről – 2.
- A Ku Klux Klan-ről – 3.
- Néhány szempont Tisza István gróf politikai szereplésének megítéléséhez
- Parancs és engedelmesség
- A háborúról és annak lehetséges motivációiról
- Királyság és dinaszticitás, Habsburg-legitimitás. Gondolatok egy szellemellenes irányzat Habsburg-gyűlölete kapcsán

### Fordításai
- Rosarium philosophorum. A filozófusok rózsakertje. Arcticus, Budapest, 2001
- René Guénon: Megjegyzések a beavatásról. Kvintesszencia, Debrecen, 2002 (Baranyi Tibor Imrével)
- Ars moriendi. A meghalás művészete. Arcticus, Budapest, 2004
- Abhinavagupta: Összegzés a Srī Bhagavad Gītā valódi és titkos értelméről. Persica, Budapest, 2012
- Aleister Crowley: Kisesszék az igazság felé / Nyolc előadás a yogáról. Persica, Budapest, 2021 (Tóth Andrással)